# Zomboy
Joshua Jenkin, cunoscut mai pe larg și sub numele de scenă Zomboy, este un producător de muzică electronică și DJ din Marea Britanie. Zomboy a debutat în anul 2011 cu piesa „Organ Donor”. EP-ul (piesa prelungită) de debut s-a clasat pe locul 5 în topul pentru Dubstep al Beatport pe o perioadă mai lungă de opt săptămâni.
În 2012, el a lansat al doilea EP, „The Dead Symphonic EP”. În martie 2013, a lansat single-ul „Here to Stay”  În septembrie 2013, "Reanimated EP" a fost lansat în două părți: prima parte a fost lansată de Never Say Die Records iar a doua de către No Tomorrow Recordings.
Zomboy menționează unele influențe provenite de la artiști ca Skrillex, Reso, Rusko și Bare Noize.

## Discografie

### EP-uri (piese prelungite)
| An   | Titlu                                     | Data lansării | Casă de discuri       |
| ---- | ----------------------------------------- | ------------- | --------------------- |
| 2011 | Game Time                                 | 1 aug 2011    | Never Say Die Records |
| 2012 | The Dead Symphonic                        | 3 sep 2012    | Never Say Die Records |
| 2013 | Here To Stay (feat. Lady Chann) (Remixes) | 13 mai 2013   | No Tomorrow Records   |
| 2013 | Reanimated Pt. 1                          | 9 sep 2013    | Never Say Die Records |
| 2013 | Reanimated Pt. 2                          | 9 sep 2013    | No Tomorrow Records   |

### Single-uri
| An   | Titlu                           | Data lansării | Casă de discuri     |
| ---- | ------------------------------- | ------------- | ------------------- |
| 2013 | Here to Stay (feat. Lady Chann) | 4 mar 2013    | No Tomorrow Records |

### Albume
| An   | Titlu        | Data lansării | Casă de discuri       |
| ---- | ------------ | ------------- | --------------------- |
| 2014 | The Outbreak | iulie 2014    | Never Say Die Records |

### Remix-uri
| An   | Titlu                                        | Artist                              | Lansare                           | Casă de discuri           |
| ---- | -------------------------------------------- | ----------------------------------- | --------------------------------- | ------------------------- |
| 2011 | Only Girl (in the World) (ca Joshua Mellody) | Rihanna                             | Lansat pe YouTube                 | N/A                       |
| 2011 | Demons (ca Joshua Mellody)                   | Fenech-Soler                        | Lansat pe YouTube                 | N/A                       |
| 2011 | Little Dreams (ca Joshua Mellody)            | Ellie Goulding                      | Lansat pe YouTube                 | N/A                       |
| 2011 | Pressure                                     | Nadia Ali, Starkillers & Alex Kenji | Pressure (Remixes)                | Simply Delicious          |
| 2011 | Bass Cannon                                  | Flux Pavilion                       | Lansat pe SoundCloud              | N/A                       |
| 2011 | Movements                                    | Dead C∆T Bounce                     | Movements EP                      | Dga Fau Records           |
| 2012 | Still Getting It                             | Foreign Beggars featuring Skrillex  | Never Say Die (Deluxe Edition)    | UKF/Never Say Die Records |
| 2012 | Hot Right Now                                | DJ Fresh featuring Rita Ora         | Hot Right Now EP                  | Ministry of Sound         |
| 2012 | Parasite (with SKisM)                        | Hadouken!                           | Parasite (Remixes)                | Ministry of Sound         |
| 2013 | Sunlight                                     | Modestep                            | Evolution Theory (Deluxe Edition) | Polydor                   |
| 2014 | Where We Belong                              | Fedde Le Grand și Di-rect           | Where We Belong (The Remixes)     | Flamingo                  |

### Alte apariții
| An   | Titlu              | Lansare               | Casă de discuri       |
| ---- | ------------------ | --------------------- | --------------------- |
| 2011 | Dirty Disco        | YouTube și Soundcloud | N/A                   |
| 2011 | Falcon 6           | YouTube               | N/A                   |
| 2011 | P.A.R.T.Y          | YouTube și Soundcloud | N/A                   |
| 2012 | Cage The Rage      | Never Say Die         | Never Say Die Records |
| 2012 | Jam On It          | Soundcloud            | Never Say Die Records |
| 2013 | Mind Control       | Never Say Die Vol. 2  | Never Say Die Records |
| 2013 | Run It             | Never Say Die Vol. 2  | Never Say Die Records |
| 2013 | Terror Squad (VIP) | Never Say Die Fifty   | Never Say Die Records |